# Веренци
Веренци е село в Североизточна България.

## География
Селото се намира в община Омуртаг, област Търговище.

## Личности
- Йордан Касабов (1928 – 2019), български офицер, генерал-майор от „Държавна сигурност“